# LEW EL 6
Die Baureihe EL 6 des LEW Hennigsdorf bezeichnet eine Elektrolokomotive, die von 1952 bis 1985 in 240 Exemplaren gebaut wurde. Im Stammwerk wurden davon 220 Stück und im Zweigbetrieb VEB Inducal Göllingen 20 Stück gebaut.

## Entwicklung
Diese Grubenlokomotive wurden in verschiedenen Varianten gebaut. Von den 220 Lokomotiven des Stammwerkes wurden 61 exportiert. Davon wurden nach Ungarn 36, nach Rumänien 13, nach China 10 und nach Tunesien 2 Lokomotiven geliefert. Von den 140 im Inland verbliebenen Lokomotiven erhielten 71 der Kupferbergbau, 22 der Steinkohlenbergbau, 15 der Salzbergbau und 32 die Wismut AG/SDAG Wismut. Die 20 in Göllingen gebauten Lokomotiven erhielt die SDAG Wismut.

## Konstruktive Merkmale

### Mechanik
Der Rahmen der Lok wurde aus geschweißtem Grobblech hergestellt. Die Abstützung des Rahmens erfolgte erst über Blattfedern, später über Schraubenfedern. Die Radsätze waren rollengelagert und mit Scheibenrädern. Die Bremse war als Handspindelbremse mit Bremsklötzen an jedem Rad ausgeführt. Die Lok verfügt über einen Endführerstand und bei vielen Exemplaren am anderen Ende einen Mitfahrerplatz. Der Stromabnehmer befand sich auf einem Portal über dem Rahmen. Neben dem Scherenstromabnehmer gab es auch Versionen mit einem Stangenstromabnehmer.

### Elektrik
Die EL 6 verfügt über einen handbedienten Nockenfahrschalter mit mechanischer Sicherheitsfahrsperre und eine selbsterregte Widerstandsbremse mit verkreuzter Bremsschaltung. Angetrieben wurde jede Achse mit einem Tatzlagerfahrmotor. Gesteuert wurden die parallel geschalteten Gleichstrom-Reihenschlussmotoren über Widerstände. Mit dem Fahrschalter konnten neun Reihen- und fünf Parallelfahrstufen sowie neun Bremsstufen gewählt werden. Die Beleuchtung wurde aus Sicherheitsgründen über einen 12-V-Bleiakkumulator realisiert.